# Rafael Arroyo Fernández
Rafael Arroyo Fernández (Granada, 24 de enero de 1860 - 1908) fue un pintor paisajista y costumbrista español de la Escuela de Bellas Artes de Granada.

## Biografía
Fue bautizado como Rafael Timoteo Cecilio de la Santísima Trinidad, hijo de José Arroyo y María Encarnación Fernández. Inicia su formación académica en la Escuela de la Real Academia de Bellas Artes de esa ciudad en el año 1873, permaneciendo en ella bajo la tutela artística del bodegonista y paisajista Julián Sanz del Valle hasta el año 1881. En los años 1874 y 1875 fue alumno destacado de esa misma escuela. Las asignaturas que cursó fueron Dibujo, Figura, Antiguo y Ropaje.
En 1877, con motivo de la visita del rey Alfonso XII y su hermana la infanta Isabel a la ciudad de Granada, la Sociedad Económica de Amigos del País de la ciudad convoca un certamen al que Arroyo, por primera vez, concurre con unos dibujos a pluma de paisajes locales que fueron muy bien acogidos por la crítica. Posteriormente, en 1881, será galardonado por un Paisaje granadino en una exposición también convocada por esa misma institución.

En el año 1882 se instala en Madrid, donde además de estudiar las obras clásicas de los grandes maestros en el Museo del Prado, conoce la pintura contemporánea, copiando obras de Fortuny, como el boceto de la Batalla de Wad-Ras, y Se aguó la fiesta de Enrique Mélida, ya pertenecientes a las colecciones de la pinacoteca nacional y que a su regreso a Granada, al año siguiente, presenta en su estudio de la plaza Nueva; estudio que compartiría durante años en la capital granadina con el pintor Manuel Varela. En 1887, instalado de nuevo en la calle Relatores de Madrid, concursa en la Exposición Nacional con el cuadro Moraima ambientado en Granada e inspirado en ese poema de Zorrilla:

“Dos pintores apareados,
pero poquito inspirados.”

Granada –ya sea como paisaje o como ambientación de cuadros de historia o costumbristas– aparecerá en gran parte de su producción artística en las sucesivas exposiciones nacionales de los 1887, 1890, 1892, 1895, 1897 y 1899. A la Exposición nacional de 1890 concurre con un Paje del siglo XVI, cuadro de «casacón» pintado y expuesto anteriormente en el Centro Artístico, institución que fue guía cultural de la intelectualidad de la Granada de finales de siglo. En la Exposición Internacional de 1892 presenta dos Paisajes granadinos, y en la Bienal del Círculo de Bellas Artes de 1893, Paisaje de Granada, Calle de San Juan de los Reyes, El carmen colorado y Un aguaducho. En la Exposición Nacional de 1895 –en la que abundó la temática costumbrista– exhibe tres cuadros de marcado acento local, Preparando el almuerzo, Andaluza y Alegría, consiguiendo por esta última una merecida tercera medalla. Estos temas populares ambientados en parajes del Albaicín y la Alhambra conformarán la mayor parte de su trabajo artístico expuesto tanto en la Exposición nacional de 1897 –Llenando el cántaro– como en la de 1899, con Obreras granadinas, Vendimiadora y Una gitana.
Realiza también alguna pequeña incursión en el género de retrato conociéndose el Pascual Gayangos que conserva el Ateneo madrileño, a la vez que cultiva de manera esporádica la pintura decorativa mural. Sus últimas referencias biográficas se constatan en la Exposición Nacional de 1908 a la que concurrió con el gouache titulado Proyecto para la pintura artística y decorativa de una iglesia.
Bajo su tutela didáctica desarrolló sus facultades artísticas el también paisajista y pintor de costumbres Manuel Arroyo Fernández.

## Selección de obras
- En la feria (1886) óleo sobre lienzo.[4]
- Balcón (1891) óleo sobre lienzo.
- Casa nazarí de Zafra tinta sobre papel.
- Carmen del granadillo (1887).
- Mujer santa (1880), óleo sobre lienzo.
- Muchacha con abanico, óleo sobre lienzo.
- En la feria (1886) óleo sobre lienzo.
- Carmen de Granadillo, óleo sobre lienzo.
- Balcón con Buganvillas, óleo sobre lienzo.
- Corrida extraordinaria de beneficencia (1896), litografía.
- Valenciana en el campo acuarela.